# Lepidocolaptes neglectus
Lepidocolaptes neglectus, "sydlig fläckkronad trädklättrare", är en fågelart i familjen ugnfåglar inom ordningen tättingar. Den betraktas oftast som underart till fläckkronad trädklättrare (Lepidocolaptes affinis) men urskiljs sedan 2016 som egen art av Birdlife International och IUCN.
Fågeln förekommer i bergstrakter i Costa Rica och västra Panama (Chiriquí). Den kategoriseras av IUCN som livskraftig.